# Jan Verdonk
Johannes Franciscus Maria Josephus (Jan) Verdonk (Eindhoven, 19 maart 1887 – Haarlem, 20 juli 1962) was een Nederlandse beeldhouwer.

## Leven en werk
Verdonk was een zoon van edelsmid Piet Verdonk (1862-1944) en Petronella van Rooij. Hij was een broer van de schilder Ad Verdonk.
Verdonk werd opgeleid aan de Koninklijke School voor Nuttige en Beeldende Kunsten in 's-Hertogenbosch en was leerling van Antoon Derkinderen. Hij werkte enige tijd bij anderen in het atelier. Volgens de biograaf van neef Piet Verdonk werkte hij in het Bossche atelier van Michiel van Bokhoven, volgens Koopmans in het atelier van Jan Custers. Het een sluit het ander niet uit.
Verdonk vestigde zich in Haarlem, waar hij aanvankelijk werkte bij Johannes Petrus Maas en later en eigen atelier had. Hij voerde werk voor Jan Bronner en Theo van Reijn uit en werkte ook als restauratiebeeldhouwer, onder meer aan de Vleeshal in Haarlem. Hij maakte daarnaast ontwerpen voor kerkelijke edelsmeedkunst en illustraties.
Verdonk overleed op 75-jarige leeftijd.

## Werken
- Heilig Hartbeeld (Brachterbeek) (1920)
- gevelsteen (1935), Schouwburgring 182 in Tilburg[5]
- Sint Michaël (1937) als eikenhouten middenstijl van het bovenlicht van de Engelbewaarderskerk in Badhoevedorp
- Christus Koning (1948), bij de St. Bonifatiuskerk in Zaandam
- Antonius preekt voor de vissen (1954?), reliëf in de gevel van de Sint-Antonius van Paduakerk, in Aerdenhout.

## Afbeeldingen

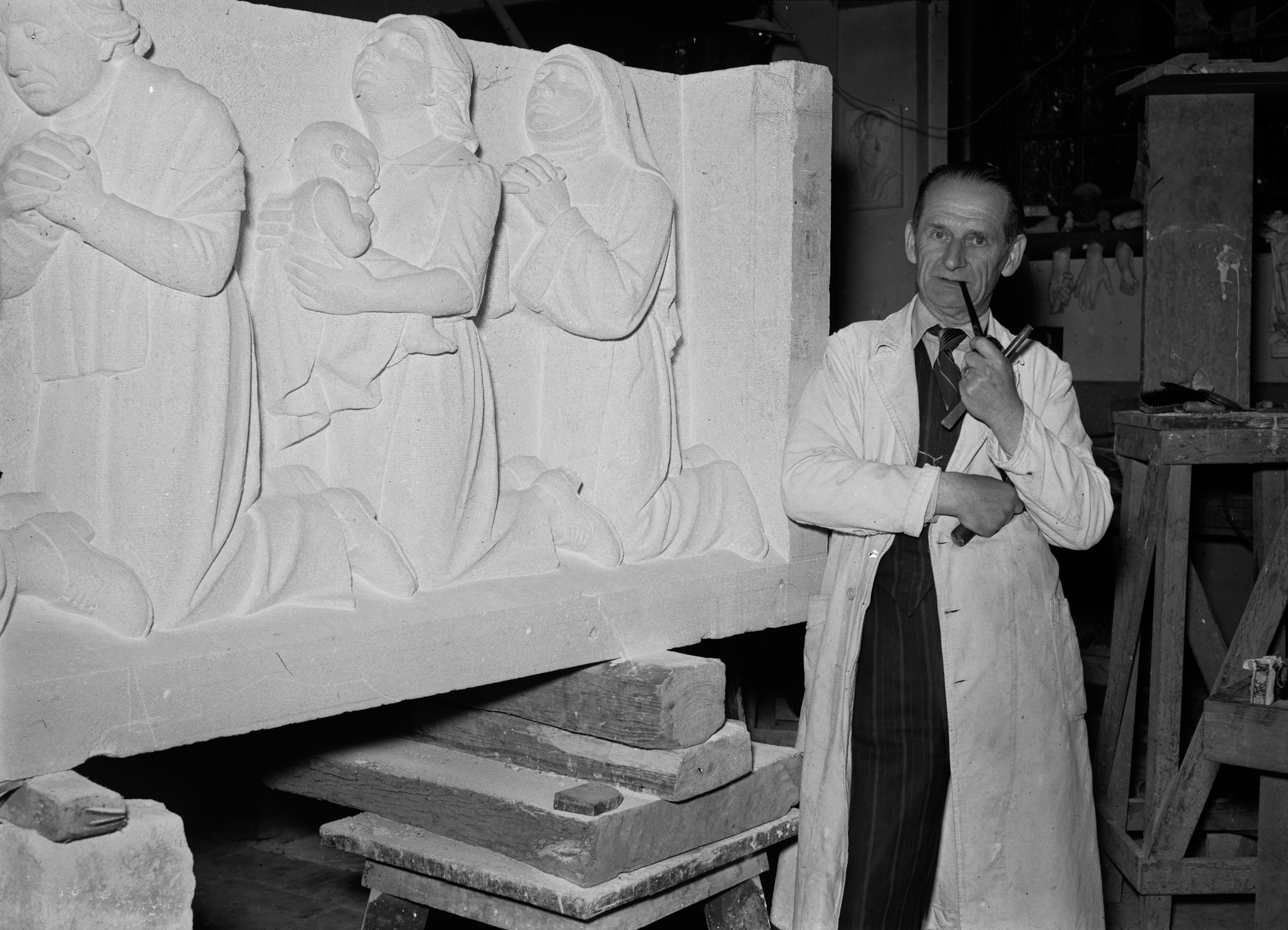
Atelier op Middenweg, Heemstede 1948
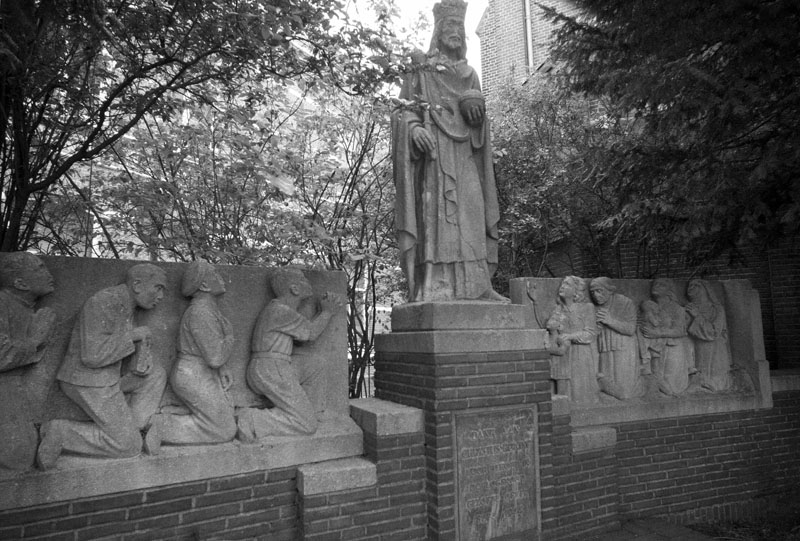
Christus Koning, 1948
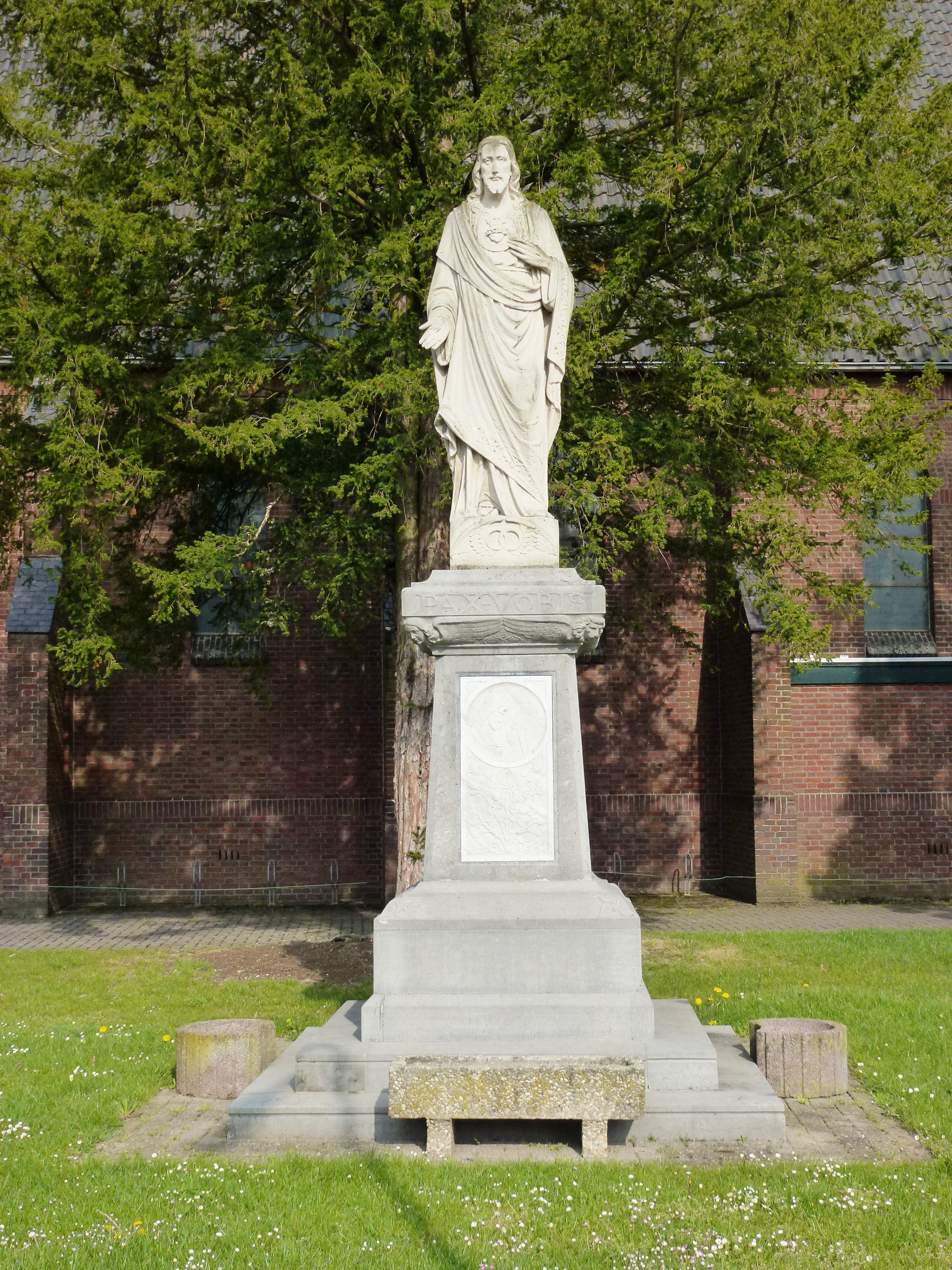
Heilig Hartbeeld (Brachterbeek)

- Biografisch Portaal: 99618264
- RKD-Nederlands Instituut voor Kunstgeschiedenis: 80166